# Helge Schneider

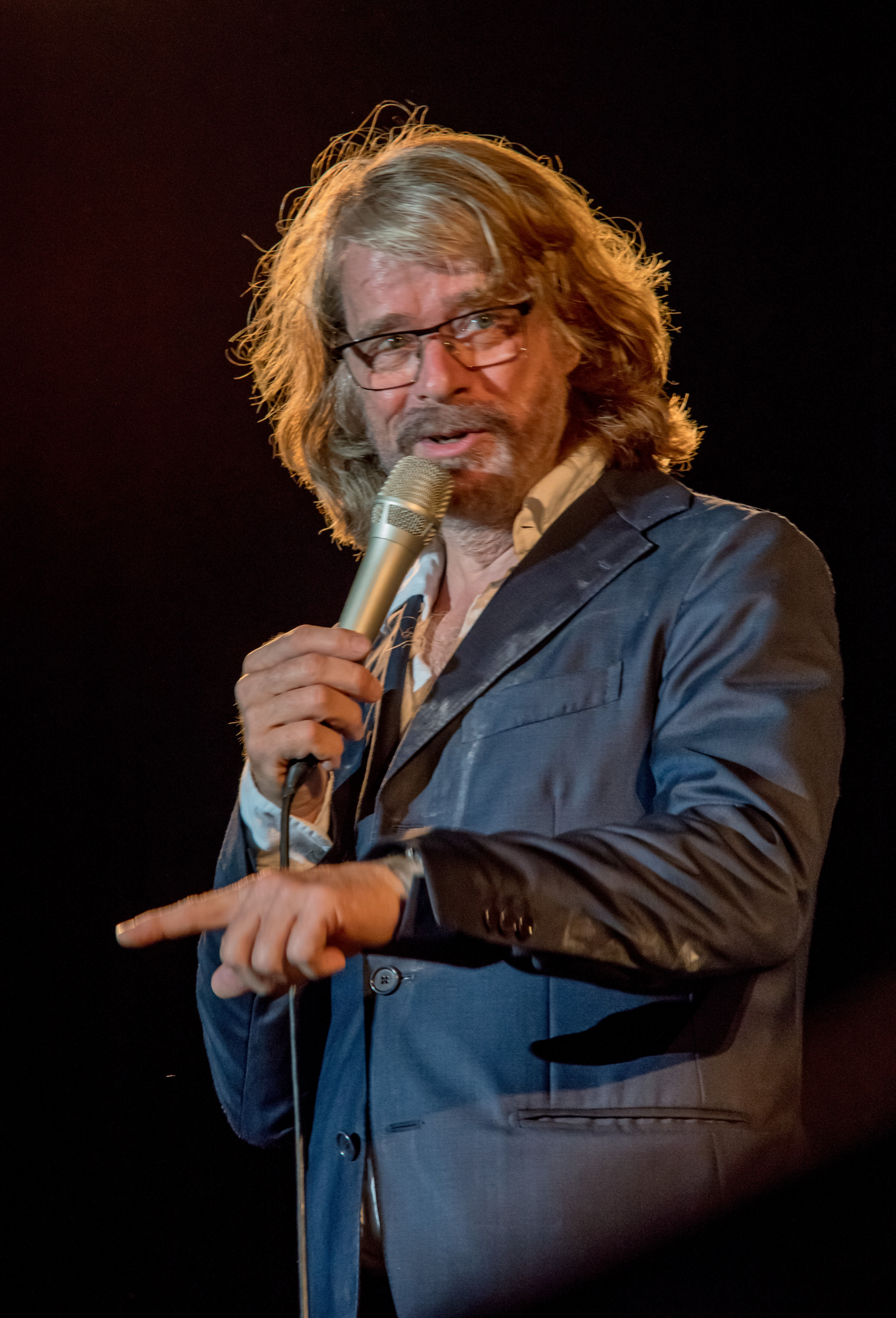
Helge Schneider, Zelt-Musik-Festival 2018 Freiburg, Duitsland

Helge Schneider (Mülheim an der Ruhr, 30 augustus 1955) is een Duitse entertainer, komiek, cabaretier, schrijver, film- en theaterregisseur, acteur en multi-instrumentalist.

## Jeugd en opleiding
Helge Schneider werd geboren in 1955 in het stadsdeel Styrum en woont in Essen. Reeds in zijn vroege kindertijd toonde hij zijn muzikaal talent en in het bijzonder zijn aanleg voor het pianospel. Als vijfjarige begon hij piano en op twaalfjarige leeftijd cello te spelen. In het begin was hij een goede leerling, maar spoedig verloor hij de interesse in school, verliet deze in 1971 zonder diploma en startte een opleiding als bouwtekenaar. Als reden voor het verlaten van de school gaf hij zijn toenmalig drugsgebruik op.
In 1972 startte hij bij het conservatorium in Duisburg een pianostudie, die hij na een korte periode afbrak. Zijn interesse lag bij de jazz. Tijdens jamsessies vervoegde hij zich bijvoorbeeld bij George Maycock. Hij verdiende zijn brood als tuinier, decorateur, dierverzorger en stoffeerder.

## Carrière
Vanaf 1977 voorzag hij in zijn levensonderhoud door optredens met Peter Burschs Bröselmaschine en verschillende eigen bandprojecten met Charly Weiss, als studiomuzikant, met compositie-opdrachten, als begeleider van stomme films en als acteur.

### De jaren 1980
Na de geboorte van zijn eerste dochter had hij in 1982 de opgave om een familie te onderhouden. Derhalve werkte hij in 1983 als studiomuzikant.
In 1986 speelde hij de hoofdrol in de film Johnny Flash van Werner Nekes. In het daarop volgende jaar draaide hij zijn eerste eigen, korte film Stangenfieber. Er volgden optredens in films van Christoph Schlingensief, die hij tijdens diens cultuuravonden had leren kennen en waarderen. Van 1985 tot 1991 was Schneider co-presentator van het tv-muziekprogramma Off-Show van de WDR, aanvankelijk naast Reinhold Beckmann, vanaf 1990 naast Evi Seibert. Daar toonde hij kleine sketches en interviewde hij muzikanten. In het programma Queen's Palace van de HR trad hij op met sketches, deels begeleid door Hans Werner Olm. Tijdens deze periode werkte hij aan zijn muzikale basis, leerde hij spelen op meerdere instrumenten en verzamelde toneelervaring. Hij ontwikkelde tevens zijn eigen stijl.
Regelmatig bezocht hij in deze tijd de jazzsessies in Bahnhof Süd in Essen, in de Werkstatt in Essen-Steele en in de Jazz-und-Art-Gallerie in Gelsenkirchen, waar hij zich spontaan met andere muzikanten trof om te improviseren. Op de vrijdagavonden trad hij een tijdlang op in het café Kulturforum en speelde jazz in een trio. In 1989 publiceerde hij zijn eerste geluidsdrager Seine größten Erfolge, met songs uit de film Johnny Flash. Er volgden de platen Hörspiele 1 & 2 en New York I'm coming.
Vanaf 1989 nam zijn bekendheid in Duitsland toe,  door zijn optredens onder de door hem zelf verzonnen bijnaam Die singende Herrentorte. Op het podium celebreerde hij een mengeling uit dwaze verhalen, parodistische schlagers en jazzmuziek. Hij trad solo op met zijn kleine band Hardcore, die was samengesteld uit Buddy Casino (piano en orgel) en Peter Thoms (drums).

### De jaren 1990
In 1992 lukte hem met het respectievelijk voor de helft live en in de studio opgenomen album Guten Tag de commerciële doorbraak. In 1994 werd hij door een tv-optreden bij Wetten, dass..? bekend bij een miljoenenpubliek en het stuk Katzeklo plaatste zich derhalve in de Duitse hitlijst. Voor het dubbelalbum Es gibt Reis, Baby kreeg hij een gouden plaat. Met de bioscoopstart van Texas – Doc Snyder hält die Welt im Atem bereikte zijn cultstatus een voorlopig hoogtepunt. Toen de cultstatus hem een beetje te veel werd, trok hij zich terug van het podium. Daarna draaide hij zijn tweede film 00 Schneider – Jagd auf Nihil Baxter.
Na een tweejarige onderbreking maakte Schneider in 1995 zijn comeback met het album Es rappelt im Karton. Hij ging op tournee met een bigband, die bestond uit oude vrienden en muzikanten uit Mülheim. Sindsdien stond hij regelmatig met wisselende bezettingen op het podium met de rockband Helge & the Firefuckers, met Hardcore en solo. Verdere boeken en albums werden gepubliceerd.
Na de volgens hem mislukte film Praxis Dr. Hasenbein (1996), die desondanks goede kritieken kreeg, wilde hij geen verdere films meer draaien.

### De jaren 2000
In 2004 waagde hij evenwel weer een poging met de film Jazzclub – Der frühe Vogel fängt den Wurm.
In 2003 wendde hij zich het theater toe met het stuk Mendy – das Wusical. Met de single Helges Mörchen-Lied scoorde hij weer een hit.
In januari 2007 startte Mein Führer – Die wirklich wahrste Wahrheit über Adolf Hitler van regisseur Dani Levi in de bioscoop, met Schneider in de hoofdrol als Adolf Hitler. In de winter van 2007/2008 toerde hij met zijn band door Duitsland met Akopalüze Nau!!! Een gelijknamige live-cd verscheen aan het eind van 2007. Aan het einde van december 2009 startte hij in zijn geboorteplaats Mülheim met de tournee Komm, hier haste 'ne Mark!. Tot 2014 stond hij in het kader van de tournee Pretty Joe und die Dorfschönheiten weer met Peter Thoms op het podium. In de herfst van 2010 trad hij op in een bioscoopreclame voor een weekendabonnement van het dagblad Tageszeitung, waarvoor een fragment uit zijn film Jazzclub werd gebruikt. In oktober 2012 kwam zijn talkshow Helge hat Zeit in première bij de WDR. Het 75 minuten durende programma bevatte gesprekken en muziek. In januari 2013 werd bekend dat hij het programma na twee afleveringen had beëindigd.
In 2013 werd de met de rapper Sido opgenomen song Arbeit gepubliceerd op Sido's album 30-11-80. In oktober 2013 kwam de nieuwe bioscoopfilm Kommissar 00 Schneider – Im Wendekreis der Eidechse in première, als vervolg op de eerste Kommissar 00 Schneider-films. Het in 2013 gepubliceerde album Sommer, Sonne, Kaktus scoorde een eerste plaats in de Duitse albumhitlijst. Schneider stond tot 2014 regelmatig op het podium en schreef boeken. In 2015 lastte hij een eenjarige onderbreking in met slechts een optreden in Mülheim an der Ruhr. In de zomer van 2017 startte zijn tournee 240 Years of Singende Herrentorte met optredens in Duitsland, Oostenrijk en Luxemburg.

## Zijn carrière als

### Muzikant
Helge Schneider is een buitengewone muzikant, die het talent heeft om ieder instrument in een zeer korte tijd te leren bespelen. Reeds als kind begon hij uit zichzelf piano te spelen. Na zijn ontwikkeling speelde hij op een groot aantal instrumenten, waaronder saxofoon, vibrafoon, marimba, accordeon, gitaar, viool, blokfluit, drums, trompet, hammondorgel, cello en contrabas. In 2008 werd hij als pianospeler van het jaar onderscheiden.
Hij werd als jazzmuzikant beïnvloed door artiesten als Thelonious Monk, Louis Armstrong, Duke Ellington en Dave Brubeck en is vertolker van jazzstandards, waaronder Summertime, 'Round Midnight en Take Five.
Zijn begeleidingsband was een tijdlang Hardcore, bestaande uit Buddy Casino (elektronisch orgel en piano) en Peter Thoms (drums, zang en dans), waarmee hij ook vanaf 1989 platen publiceerde. Beiden speelden ook rollen in Schneiders films. In 1999 formeerde hij de band Firefuckers en maakte een korte trip in de rockmuziek. In 2004 en 2005 toerde hij rond met een jazztrio, bestaande uit Pete York (drums) en Jimmy Woode (bas), die ook als acteurs in zijn vierde film Jazzclub – Der frühe Vogel fängt den Wurm meewerkten. Maar ook solo-optredens behoorden vanaf het begin tot Schneiders repertoire. Op zijn album I Brake Together zijn Pete York, Sandro Giampietro en Rudi Contra als muzikanten van de partij.
In 2006 leverde hij een gastbijdrage op de jubileumplaat 26½ van Fehlfarben. In 2008 zong hij een duet met Udo Lindenberg op diens album Stark wie zwei. Hij had Lindenberg voordien jarenlang in zijn live-programma's geparodieerd. In juli 2010 verzorgde hij samen met de Canadese muzikant Chilly Gonzales een concert in Duisburg, waarbij beide pianisten aan twee vleugels tegenover elkaar zaten en een muzikaal duel opvoerden.

### Als hoorspelacteur
Van 1979 tot 1984 ontstonden Schneiders vroege hoorspelen. De door hem alleen gesproken stukken zijn sfeervolle momentopnamen, die deels autobiografisch een doordeweekse dag uit het Ruhrgebied uitlichten en daarmee de draak steken. Volgens Schneider ontstond een groot deel van de dialogen en karakters uit op de straat opgevangen zinsdelen en gesprekken.
De afzonderlijke stemmen werden steeds na elkaar opgenomen, deels vervormd en ten slotte samengevoegd. Door deze eenvoudige technieken ontstaat de indruk, dat er meerdere karakters gelijktijdig te horen zijn.
Op zijn albums en zijn optredens valt hij soms op de inhoud van het hoorspel terug.

### Als filmacteur
Tussen 1993 en 2013 draaide Schneider vijf bioscoopfilms. Ze kenmerkten zich door de absurde karakters en humor. De films werden vergaand geïmproviseerd en deels gerealiseerd met eenvoudige middelen. Filmgenres, zoals de western en de krimi werden door Schneider gepersifleerd en uitgezonden in een omgeving met autobiografische afleveringen. In de jaren 1980 was hij als muzikant en acteur betrokken bij films van Werner Nekes (Johnny Flash, 1986) en Christoph Schlingensief (Menu Total, 1987 en Mutters Maske, 1988). Zijn eerste zelfgemaakte filmwerk is de korte film Stangenfieber (1987). De film Mein Führer – Die wirklich wahrste Wahrheit über Adolf Hitler verscheen in januari 2007.

### Als boekauteur
In Schneiders misdaadromans rechercheert commissaris Schneider in duistere zaken. Het belangrijkste voor Schneider is vooral de beschrijving van de persoonlijkheid en het dagelijks leven van de hoofdfiguur, hetgeen ook te zien is in de film (00 Schneider – Jagd auf Nihil Baxter, 1994) en het theater in (Aprikose, Banane, Erdbeer – Kommissar Schneider und die Satanskralle von Singapur). In 2004 verscheen de verzamelband Arschfahl klebte der Mond am Fenster, met daarin de eerste vier misdaadromans. In het eerste deel van zijn autobiografie Guten Tach – Auf Wiedersehen (1992) beschrijft hij zijn jeugd in het kleinburgerlijke Ruhrgebied van de jaren 1950 en zijn langzame, door veel tegenslagen en menige merkwaardige gebeurtenis getekende opkomst van nietsnut zonder diploma naar een succesvolle artiest.
In zijn boek Eiersalat – Eine Frau geht seinen Weg (1999) neemt hij de rol van een vrouw op zich en schrijft een overdreven feministische parodie tegen de mannenwereld. In Globus Dei (2005) berichtte hij van een fictieve wereldreis, die hem leidde van de noordpool tot Patagonië en van de ontmoeting met veel verschillende culturen en mensen. Die Memoiren des Rodriguez Faszanatas (2006) gaat over de bekentenissen van een huwelijkszwendelaar. De uitvoering van Eine Liebe im Sechsachteltakt (2008) met als ondertitel Der große abgeschlossene Schicksalsroman von Robert Fork vond in de jaren 1930 plaats. In 2011 verscheen met Satan Loco een verdere roman rond Kommissar Schneider.

### Als theaterproducer
Zijn eerste theaterstuk Mendy – das Wusical vierde in april 2003 première en was een opdracht voor het Schauspielhaus Bochum. Na het succes van de musical werd in hetzelfde theater in januari 2005 Schneiders tweede theaterproductie, het misdaadstuk Aprikose, Banane, Erdbeer – Kommissar Schneider und die Satanskralle von Singapur opgevoerd.

### Als beeldend kunstenaar
Zijn tekeningen, die zich onderscheiden door eenvoud, bevinden zich op de covers van bijna alle albums, in de Kommissar Schneider-boeken en vaak op zijn plakkaten. Vaak worden muziekstukken en vertellingen geïllustreerd en bandleden als karikatuur geportretteerd. Ook een kalender met zijn tekeningen is verkrijgbaar.
De schilderkunst daarentegen is een deel van Schneiders werk, dat nog niet openbaar werd gemaakt. In de door de WDR geproduceerde documentaire Mister Katzeklo wird 50 (2005) werd een schilderij kort getoond en in testopnames van zijn nieuwe bioscoopfilm is een ander schilderij te zien in de achtergrond. Zijn stijl onderscheidt zich door vlakke verzadiging en het plotselinge tevoorschijn komen van vertrokken gezichten, vergelijkbaar met die in zijn tekeningen.

## Privéleven
Schneider heeft zes kinderen van vier vrouwen.

## Onderscheidingen
- 1975: Prijswinnaar bij het IKEA-Jazz-Festival
- 1983: Förderpreis des Ruhrkreises für Kunst und Wissenschaft van de stad Mülheim an der Ruhr
- 1994: Echo-Award voor "Katzeklo"
- 1995: RSH-Gold voor "Katzeklo"
- 1995: Goldene Schallplatte 1 keer goud voor "Es gibt Reis, Baby"
- 1997: Tegtmeier (1. verliehener Tegtmeier als ereprijs)
- 2000: Duitse comedyprijs Beste Musik-Comedy
- 2004: Prix Pantheon (extra prijs Reif und bekloppt)
- 2005: Duitse comedyprijs (ereprijs voor zijn levenswerk)
- 2005: Ruhrpreis für Kunst und Wissenschaft van de stad Mülheim an der Ruhr
- 2008: Pianospeler van het jaar, toegekend door het Bundesverband Klavier
- 2008: Satireprijs Goldenes Schlitzohr
- 2009: Satirepreis Göttinger Elch
- 2012: Grote Karl Valentin-prijs
- 2016: Duitse Kleinkunstprijs ereprijs van het land Rheinland-Pfalz
- 2016: Das große Kleinkunstfestival ereprijs
- 2017: Beierse cabaretprijs ereprijs

## Discografie

### Studioalbums
- 1987: The Last Jazz
- 1992: Guten Tach
- 1993: Es gibt Reis, Baby
- 1995: Es rappelt im Karton
- 1997: Da Humm
- 1999: Eiersalat in Rock (met de Firefuckers)
- 2003: Out of Kaktus!
- 2007: I Brake Together
- 2013: Sommer, Sonne, Kaktus!
- 2017: Heart Attack No. 1 (met Pete York)

### Livealbums
- 1990: New York, I’m Coming
- 1998: Helge 100% live – The Berlin Tapes
- 2000: Hefte raus – Klassenarbeit!
- 2005: Füttern verboten
- 2007: Akopalüze Nau!!!
- 2010: Erwin Klemke präsentiert das Köln Konzert – The Official Live Bootleg (slechts verkrijgbaar op concerten en per e-mail).
- 2014: Live at the Grugahalle – 20 Jahre Katzeklo (Evolution)

### Compilaties
- 1991: Seine größten Erfolge 61
- 1991: Hörspiele Vol.1 (1979–1984)
- 1992: Hörspiele Vol.2 (1985–1987)
- 1993: Die Geschenkkassette
- 2003: 22 sehr, sehr gute Lieder
- 2004: 29 sehr, sehr gute Erzählungen
- 2010: Out Of Kaktus + Füttern Verboten
- 2011: Classic Albums: Guten Tach! / Es rappelt im Karton!

### Soundtracks
- 2006: Das kleine Arschloch und der alte Sack

### Interviewalbums
- 1998: Interview CD

## Singles

### Chartnoteringen
- 1993: Katzeklo
- 1997: Fitze, Fitze, Fatze
- 2003: Helges Mörchen-Lied
- 2006: Käsebrot
- 2013: Sommer, Sonne, Kaktus!

### Chartnoteringen als gastmuzikant
- 2003: Wunder gescheh'n (nieuwe versie) (Nena met Ben, Udo Lindenberg, Sasha, Helge Schneider, Jasmin Tabatabai & Witt)
- 2013: Arbeit (Sido feat. Helge Schneider)

### Verdere publicaties
- 1992: Ladiladiho
- 1992: Weihnachten bei Van Den Bergs
- 1994: Es gibt Reis, Baby!
- 1994: Telephonmann
- 1994: Katzeklo Spectaculair
- 1995: Klapperstrauß!
- 1995: Gartenzaun
- 1995: Sex Machine
- 1997: Da Humm
- 1997: Wurstfachverkäuferin
- 1997: Ich drück die Maus
- 1997: Bonbon aus Wurst
- 1998: Allein in der Bar
- 1999: We are the Firefuckers
- 1999: Copacabana
- 2000: Ich habe mich vertan!
- 2003: Moped (-Tobias)
- 2007: Die Trompeten von Mexiko
- 2012: Schule ist nicht schön
- 2017: Heart Attack No. 1 (feat. Pete York)

### Verdere gastaandelen
- 2002: Bin nur ein Jonny (Udo Lindenberg met Helge Schneider)
- 2006: Katze Geil (Robag Wruhme feat. Helge Schneider, Lenja, Fina & Dorle & Rocko Schamoni)
- 2008: Chubby Checker (Udo Lindenberg feat. Helge Schneider)
- 2008: Rock ‘n’ Roller (live) (Udo Lindenberg feat. Helge Schneider)
- 2014: Black and White Forever (Starchild feat. Helge Schneider & Michael Kiske)
- 2008: St. James Infirmary (Klaus Doldinger feat. Helge Schneider)

## Videoalbums en muziekvideo's

### Videoalbums
- 1995: Schneider – Frühe Meisterwerke
- 2011: Komm hier haste ne Mark
- 2015: Lass knacken, Helge!

### Muziekvideo's
- 1993: Katzeklo
- 1994: Es gibt Reis, Baby!
- 1995: Sex Machine
- 1997: Fitze, Fitze, Fatze
- 1997: Wurstfachverkäuferin
- 2000: Ich habe mich vertan!
- 2003: Helges Mörchen-Lied
- 2013: Sommer, Sonne, Kaktus!
- 2013: Offenes Hemd
- 2013: To be a Man

### Boxsets
- 2010: Fantasie in Blau (7-cd-box met bonus-cd)
- 2012: Piano-Fantasie No. 4 (3cd-box)
- 2015: Sammlung Schneider! – Musik und Lifeshows (21cd-box met 3 Bonusdiscs)
- 2015: Sammlung Schneider! – Hörbücher und Hörspiele (10cd-box met Bonusdisc)

## Filmografie

### Dvd's
- 2011: Helge Schneider – Komm hier haste ne Mark!/Live
- 2015: Lass knacken, HELGE! HELGE, der Film! HELGE, Life! (dvd+cd bzw. blu-ray+cd)
- 2016: The Paket – Super Helges phantastisches Video-Sammelsurium (11dvd-box)

### Eigen films
- 1987: Stangenfieber (korte film)
- 1993: Texas – Doc Snyder hält die Welt in Atem
- 1994: 00 Schneider – Jagd auf Nihil Baxter
- 1997: Praxis Dr. Hasenbein
- 2004: Jazzclub – Der frühe Vogel fängt den Wurm
- 2013: 00 Schneider – Im Wendekreis der Eidechse

### Films (meewerkend)
- 1986: Johnny Flash
- 1986: Menu Total oder Hymen 2 – Die Schlacht der Vernunft
- 1988: Drei D
- 1988: Mutters Maske
- 1991: Manta – Der Film
- 1993: Ebbies Bluff
- 1994: Felidae (als spreker van de kater Jesaja)
- 1996: Kleines Arschloch (als spreker van grootvader Alter Sack; muziek)
- 1996: Die 120 Tage von Bottrop (muziek)
- 2000: Käpt’n Blaubär – Der Film (als spreker van de booswicht Prof. Dr. Feinfinger; muziek)
- 2001: Aiii shot the DJ (videoclip van Scooter)
- 2001: Gipfeltreffen – Hermes Phettberg ontmoet Helge Schneider
- 2003: Don’t get stuck
- 2004: 7 Zwerge – Männer allein im Wald
- 2006: 7 Zwerge – Der Wald ist nicht genug
- 2006: Das kleine Arschloch und der alte Sack – Sterben ist Scheiße (als spreker van grootvader Alter Sack; muziek)
- 2007: Mein Führer – Die wirklich wahrste Wahrheit über Adolf Hitler
- 2007: Hermes Phettberg, Elender
- 2008: Chaostage – We Are Punks!
- 2009: Die PARTEI
- 2013: Ohne Gnade

### Dokumentaties
- 2015: Mülheim Texas – Helge Schneider hier und dort

## Luisterboeken
- 1998: Martin Streletz Martin, sein Vater und die vertraute Stimme (meewerkend)
- 2000: Eiersalat − Eine Frau geht seinen Weg
- 2003: Alice im Wunderland (meewerkend)
- 2004: Geoff Dyer But Beautiful: ein Buch über Jazz (meewerkend)
- 2004: Mendy, das Wusical
- 2004: Aprikose, Banane, Erdbeer
- 2005: Globus Dei
- 2007: Die Memoiren des Rodriguez Faszanatas
- 2009: Bonbon aus Wurst
- 2011: Satan Loco

### Kommissar Schneider-romans
- 1994: Zieh dich aus, du alte Hippe – Kriminalroman
- 1995: Das scharlachrote Kampfhuhn · Kommissar Schneiders letzter Fall
- 1996: Der Mörder mit der Strumpfhose · Kommissar Schneider wird zum Elch
- 2001: Der Scheich mit der Hundehaarallergie · Kommissar Schneider flippt extrem aus
- 2004: Aprikose, Banane, Erdbeer · Kommissar Schneider und die Satanskralle von Singapur
- 2011: Satan Loco

### Verdere boekwerken
- 1992: Guten Tach. Auf Wiedersehen. autobiografie, deel 1
- 1999: Eiersalat – Eine Frau geht seinen Weg
- 2005: Globus Dei – Vom Nordpol bis Patagonien
- 2006: Die Memoiren des Rodriguez Faszanatas. Bekenntnisse eines Heiratsschwindlers
- 2008: Eine Liebe im Sechsachteltakt. Der große abgeschlossene Schicksalsroman von Robert Fork
- 2009: Bonbon aus Wurst: Mein Leben
- 2015: Orang Utan Klaus. Helges Geschichten

## Theaterprodukties
- 2003: Mendy – das Wusical (als dvd-opname verkrijgbaar)
- 2005: Aprikose, Banane, Erdbeer – Kommissar Schneider und die Satanskralle von Singapur

## Concerten / optredens / tournees
- 1993: Es gibt Reis, Baby (augustus)
- 1994: Es gibt Reis, Baby (februari)
- 1995: Comeback-Tour
- 1996: Comeback-Tour
- 1996: Helge Schneider und Orchester
- 1997: Da Humm Tour (mei–augustus)
- 1998: Der Tastengott kommt auf ein Tässchen Tee vorbei
- 1999: Helge Schneider & the Firefuckers (mei–juli)
- 1999: Come with me in the Year 2000 (december)
- 2000: Come with me in the Year 2000 (maart)
- 2000: Helge Schneider & Hardcore: Hefte raus – Klassenarbeit tournee (oktober)
- 2001: Helge Schneider & Hardcore: Hefte raus – Klassenarbeit tournee (juli)
- 2001: Plautze voll (augustus) tournee
- 2002: Plautze voll (maart) tournee
- 2003: Verzeih mir, Baby tournee
- 2004: Füttern verboten! tournee
- 2005: Füttern verboten! tournee
- 2005: Kampf in Weltall tournee
- 2006: Frozen smile tournee
- 2006: I brake together tournee
- 2007: I brake together tournee
- 2008: Akopalüze Nau Tour (februari–november)
- 2009: Wullewupp Kartoffelsupp
- 2009: Cirque du Kautz Tour
- 2009: Helge Schneider: Weihnachtskonzerte
- 2009: Komm hier haste ne Mark (herfst/winter)
- 2010: Komm hier haste ne Mark (voorjaar)
- 2010: Buxe voll (herfst/winter)
- 2011: Buxe voll (voorjaar)
- 2011: Helge Schneiders Original Holzkopp Orgel Trio (herfst)
- 2012: Rettung naht: Superhelgi auf Tour
- 2013: Bunter Sommerabend mit Musik und Quatsch
- 2014: Pretty Joe und die Dorfschönheiten
- 2016: Lass k(n)acken, Oppa!
- 2017: 240 Years of 'Singende Herrentorte' (zomershow 2017)

- Biblioteca Nacional de España: XX4928415
- Bibliothèque nationale de France: cb16193384f (data)
- Gemeinsame Normdatei: 119066203
- International Standard Name Identifier: 0000 0001 1653 1250
- Library of Congress Control Number: no98092142
- MusicBrainz: 3994dca2-69c4-4dbe-b6d3-30ba75c0f0f9
- Nationale Bibliotheek van Tsjechië: pna20201086182
- Nationale Bibliotheek van Israël: 987007447375405171
- Système universitaire de documentation: 12468338X
- Virtual International Authority File: 59886022
- WorldCat: E39PBJmxTp8hx8W6QMHx8C7j4q